# تترای پنگوئن
تترای پنگوئن، پنگوئن ماهی، تترای خط مشکی، نام گونه ای از ماهی از خانواده کاراسینان‌ها و بومی حوضه رودخانه آمازون و رودخانه آراگوائیا در پرو و برزیل است. گونه محبوب در بین علاقه مندان آکواریوم.
نام این ماهی به افتخار جیمز ای. بهلکه (۱۹۳۰–۱۹۸۲) عضو آکادمی علوم طبیعی فیلادلفیا، نامگذاری شده است.

## رژیم غذایی
این گونه از کرم‌ها، حشرات کوچک، غذای پوسته‌پوسته و سخت پوستان تغذیه می‌کند.

## در آکواریوم
بهتر است این گونه به صورت گروهی با گونه‌های مختلف آبهای گرمسیری و دیگر ماهی‌های صلح‌جو و غیردرنده نگهداری شود. این ماهی طیف وسیعی از پی‌اچ‌های آب را تحمل می‌کند، اما آب اسیدی را برای رشد و زاد و ولد رجیح می‌دهد.